# Jana Burčeska
Jana Burčeska, född 6 juli 1993 i Skopje, är en makedonsk sångerska. Hon representerade Makedonien i Eurovision Song Contest 2017 i Kiev med låten "Dance Alone". Burčeska har även deltagit i den makedonska versionen av Idol, där hon slutade på en femteplats.